# Havefræser
En havefræser anvendes om foråret til at kultivere (lufte) jorden før planterne sættes ned i urtehaven. Om efteråret anvendes havefræseren til at kompostere de resterende planter og gøre haven vinterklar. En havefræser består af en motor, et gear og et antal knive. De større havefræsere kan der kobles en del tilbehør på således at de kan anvendes til mange andre formål.